# Lijst van gesloten attractieparken

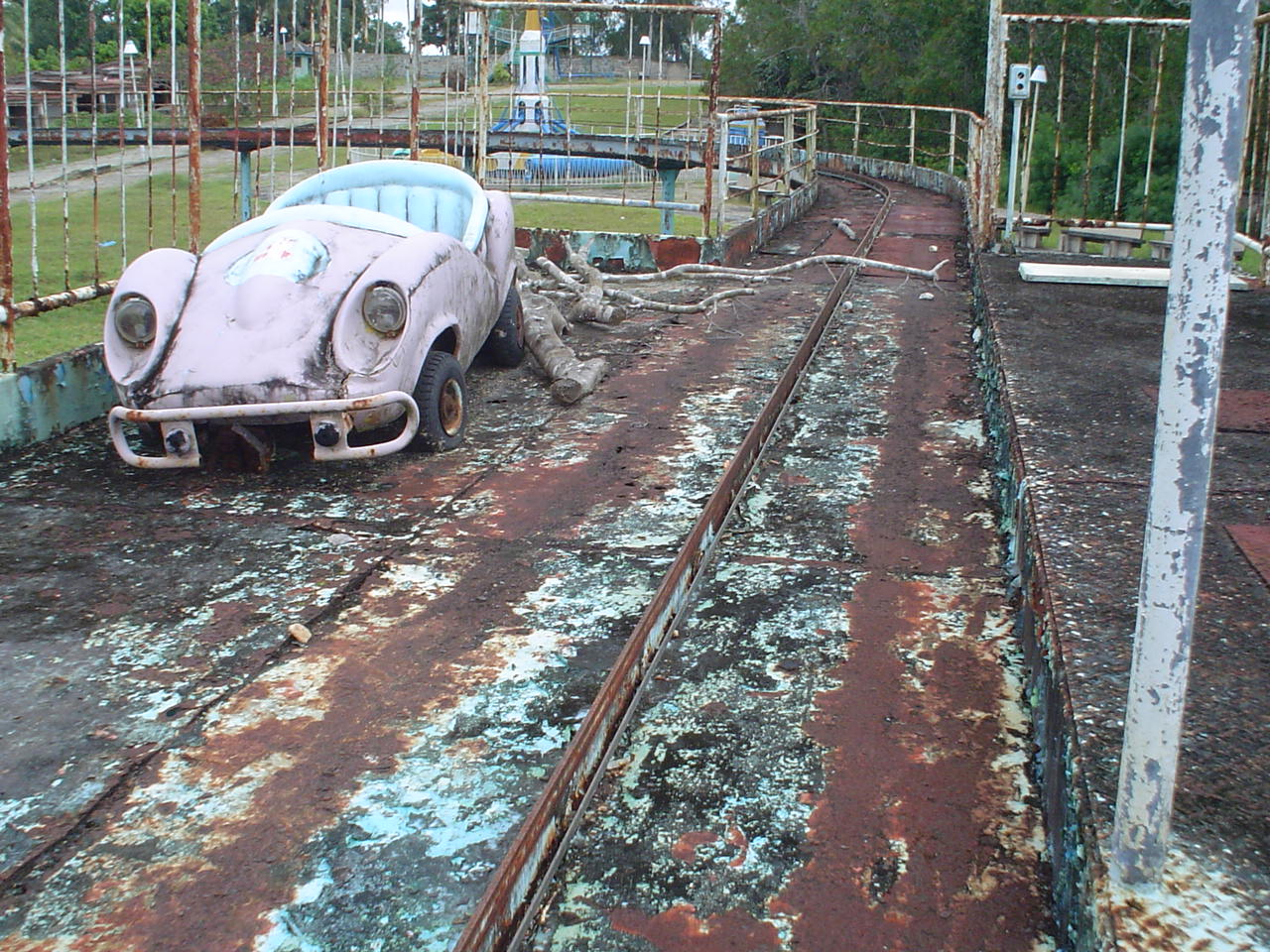
Umoja Children's Park op Pemba eiland, Tanzania

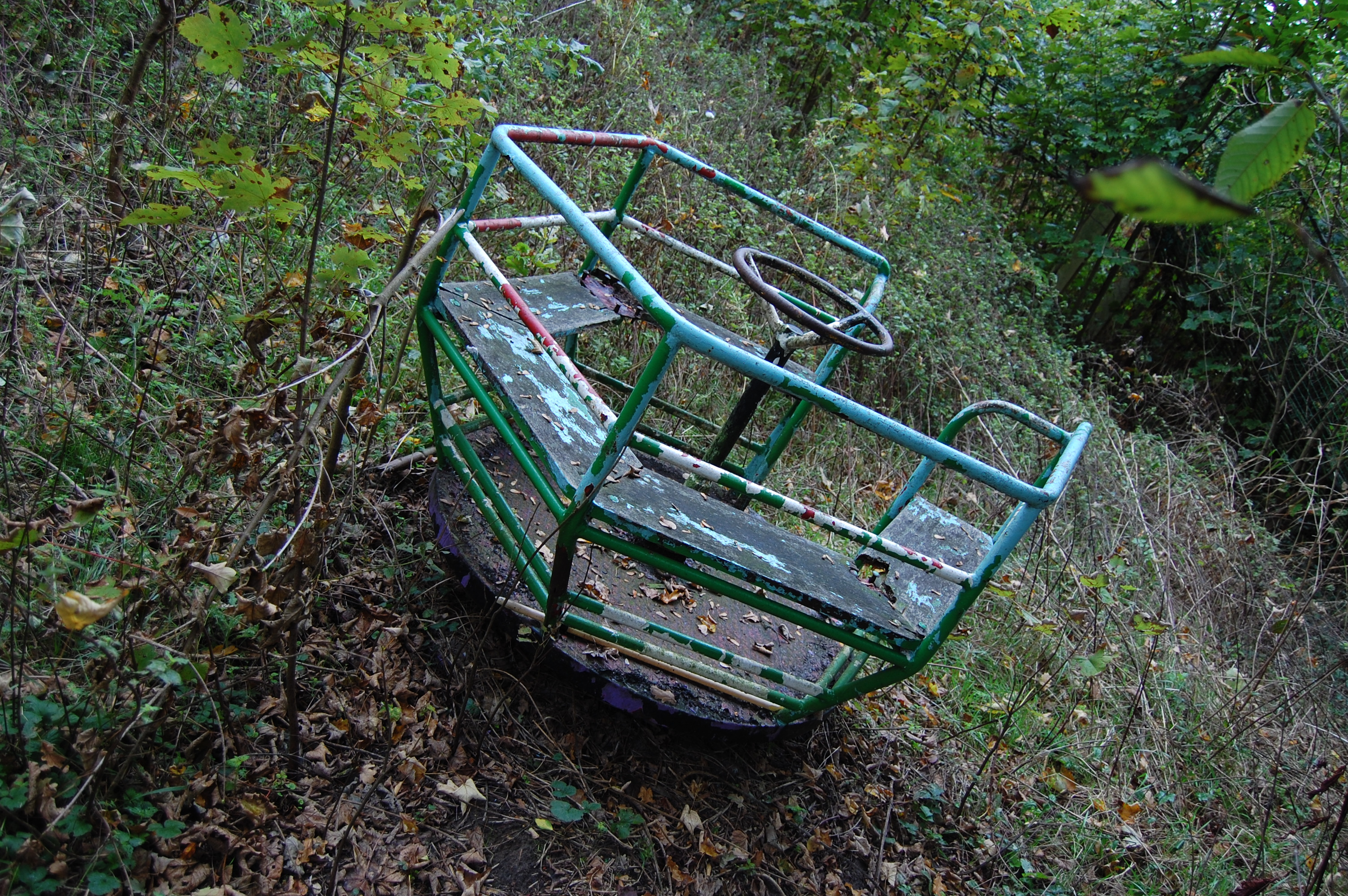
Dadipark in West-Vlaanderen, België

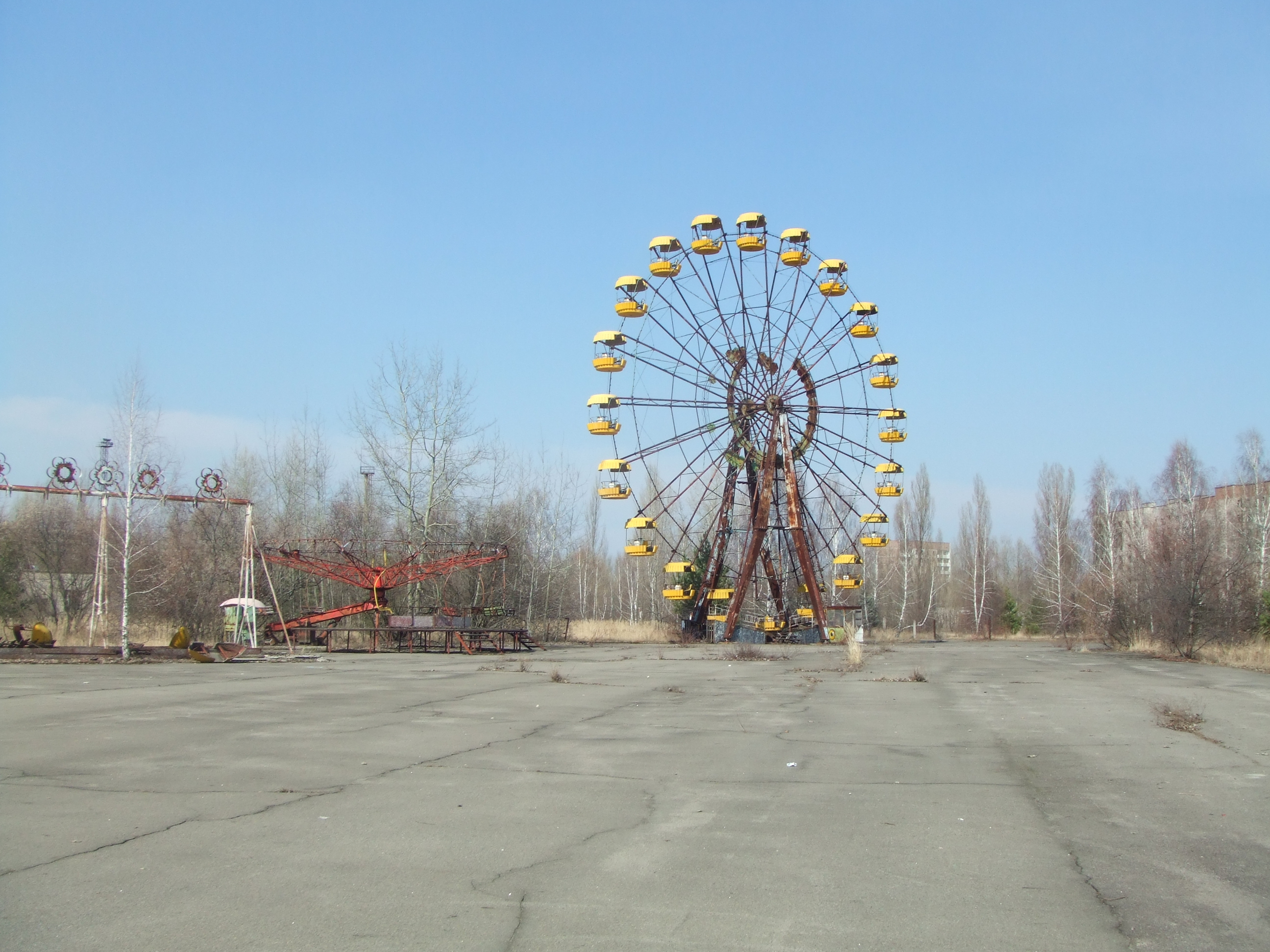
Radioactief attractiepark in Pripjat bij Tsjernobyl

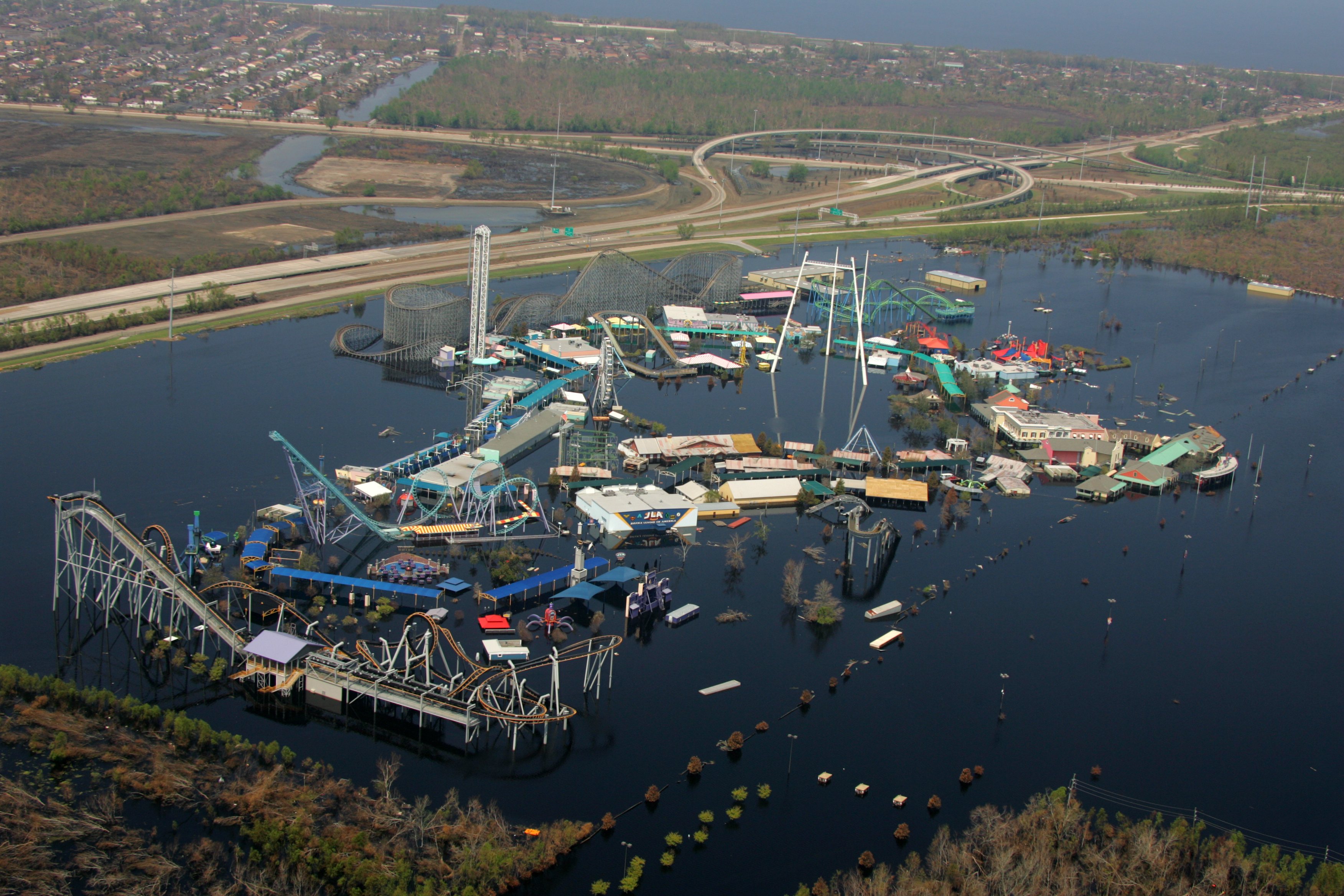
Six Flags in New Orleans werd gesloten na de overstroming door orkaan Katrina

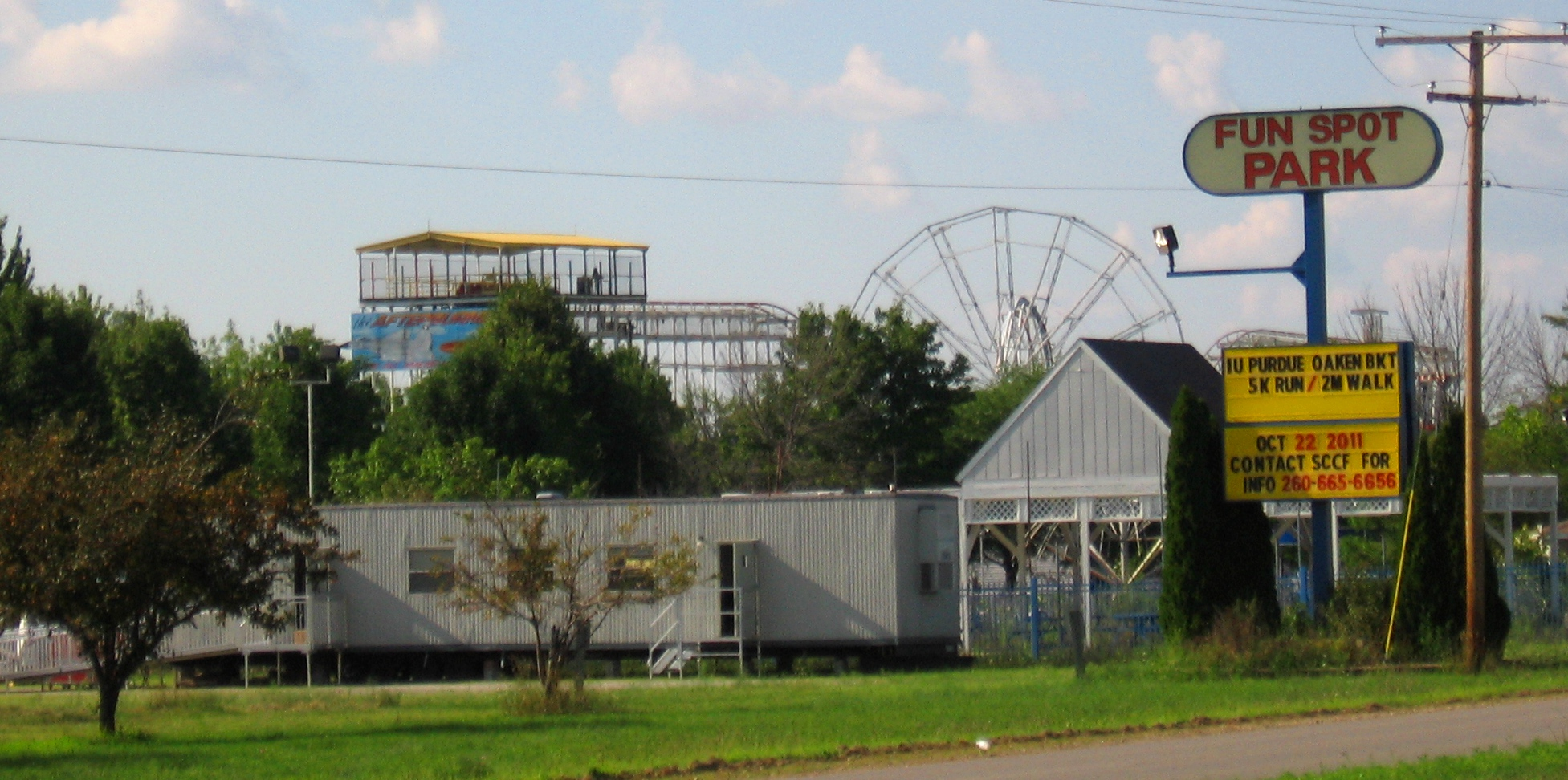
Fun Spot Amusement Park & Zoo, Indiana, Verenigde Staten

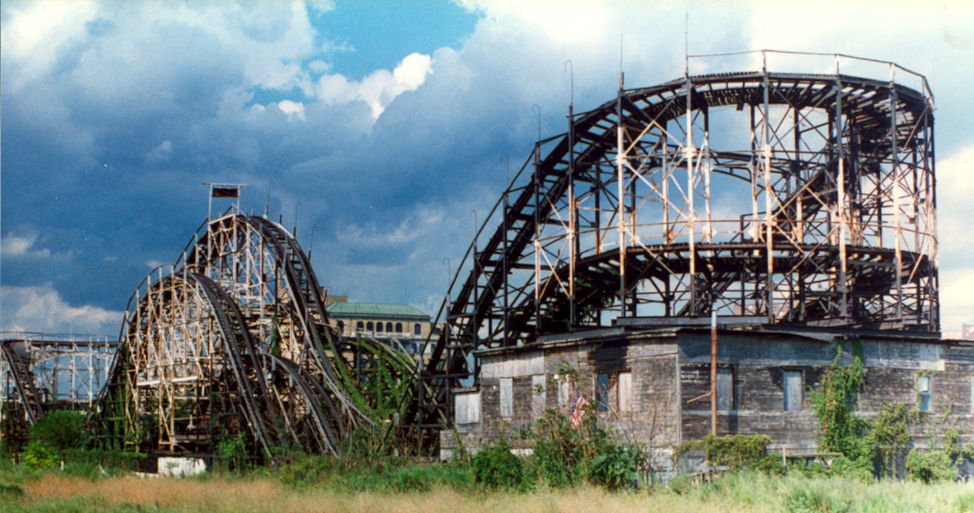
De Thunderbolt Roller Coaster, Coney Island, New York

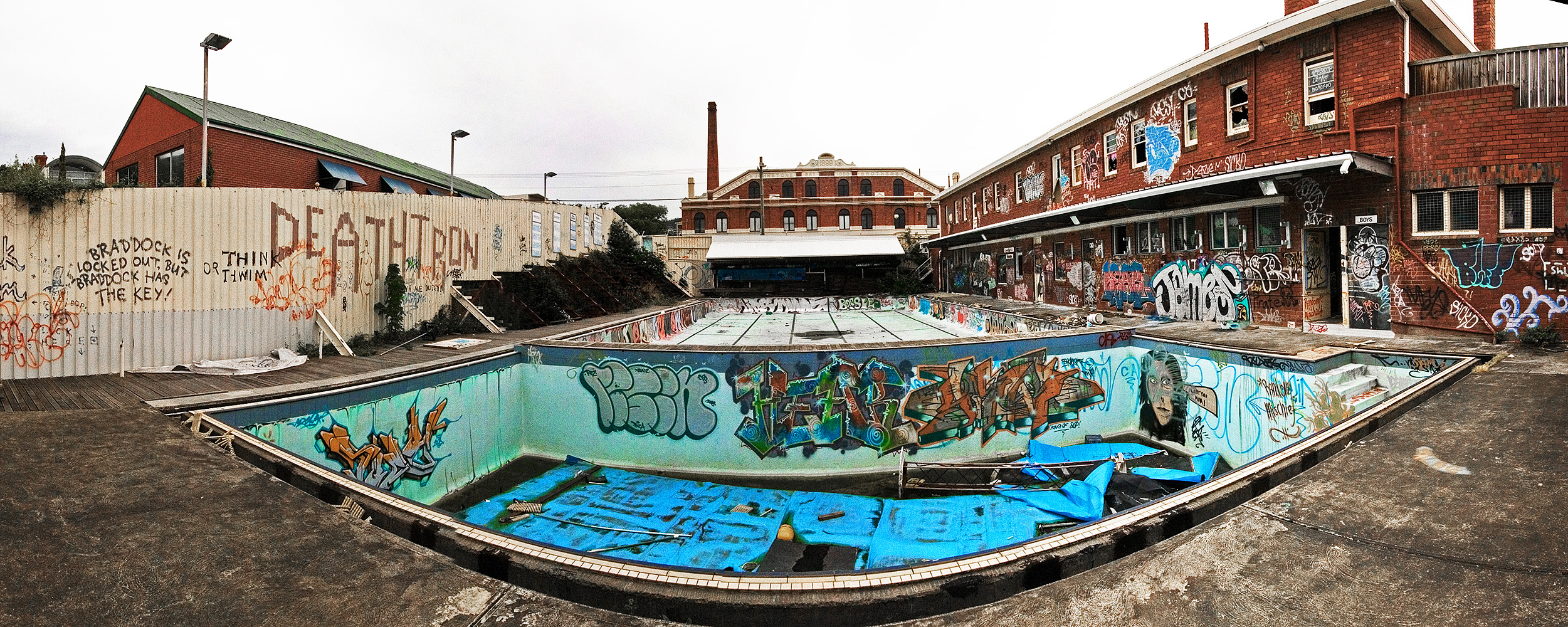
Verlaten zwembad, Hobart, Tasmanië

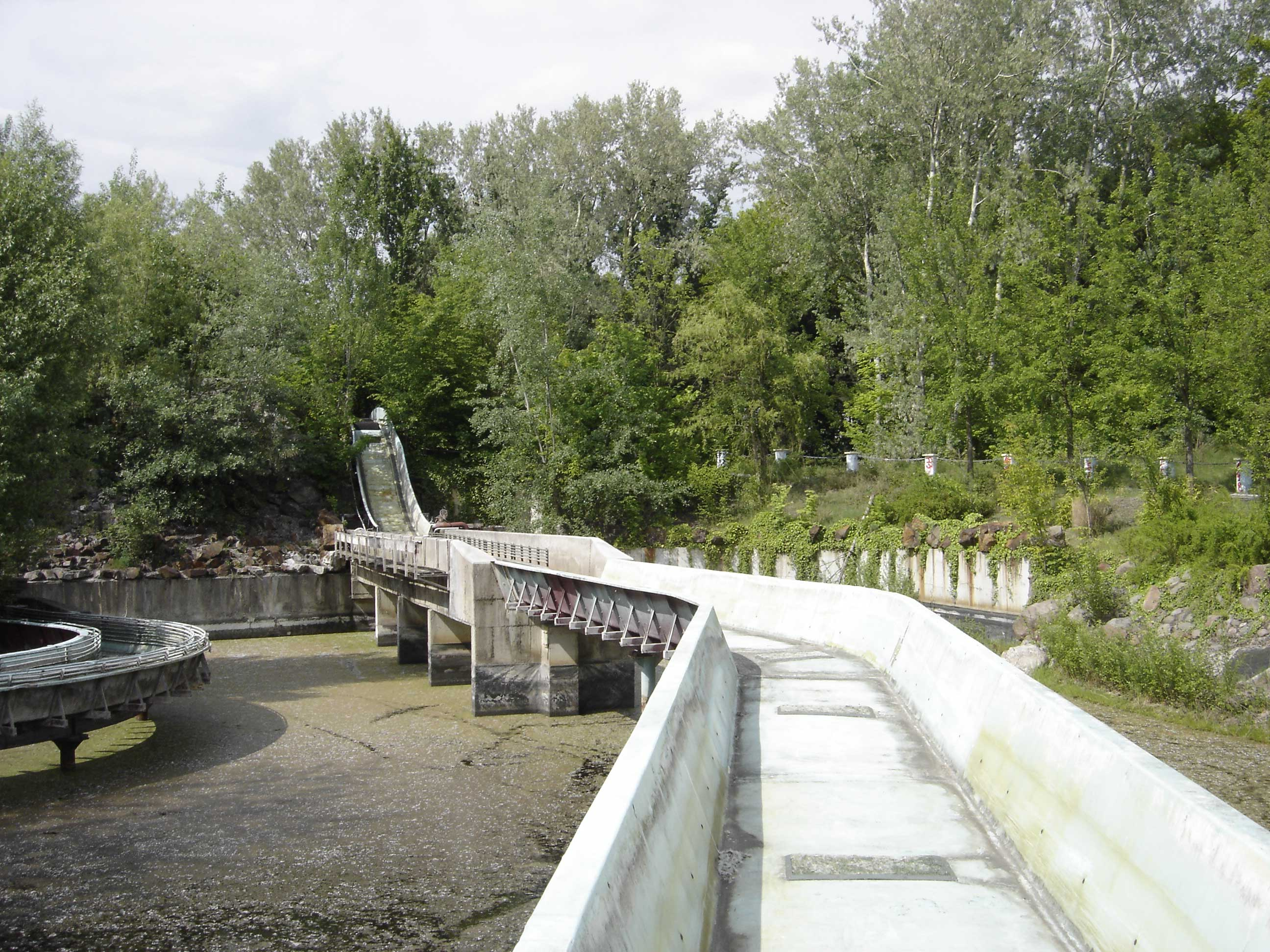
Verlaten waterglijbaan in het Spreepark, Berlijn-Plänterwald

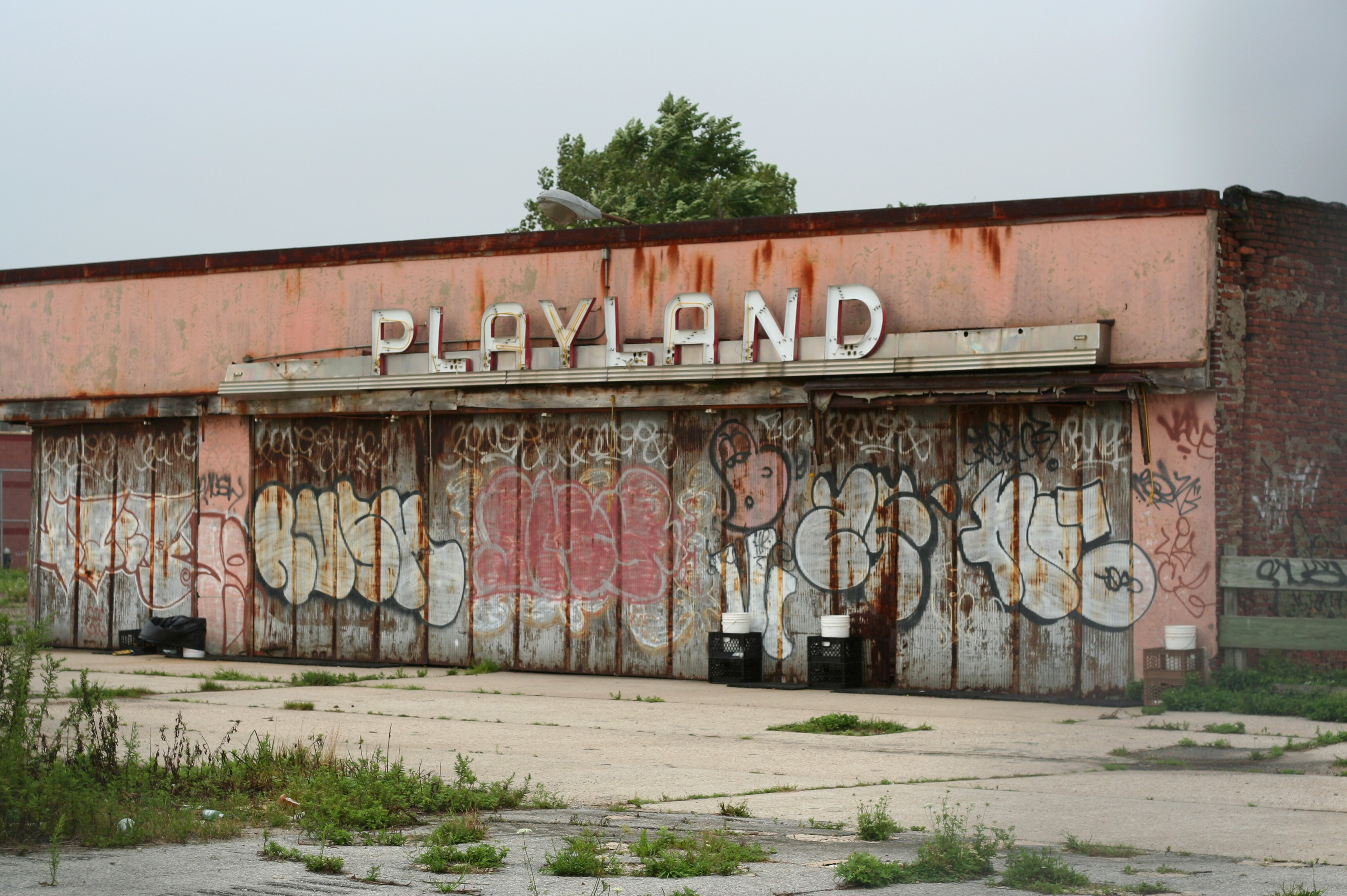
Playland, Coney island, New York

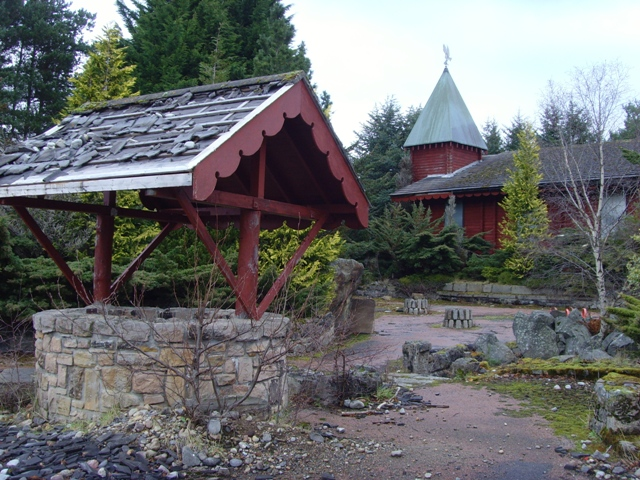
Santa Claus Land, Groot-Brittannië

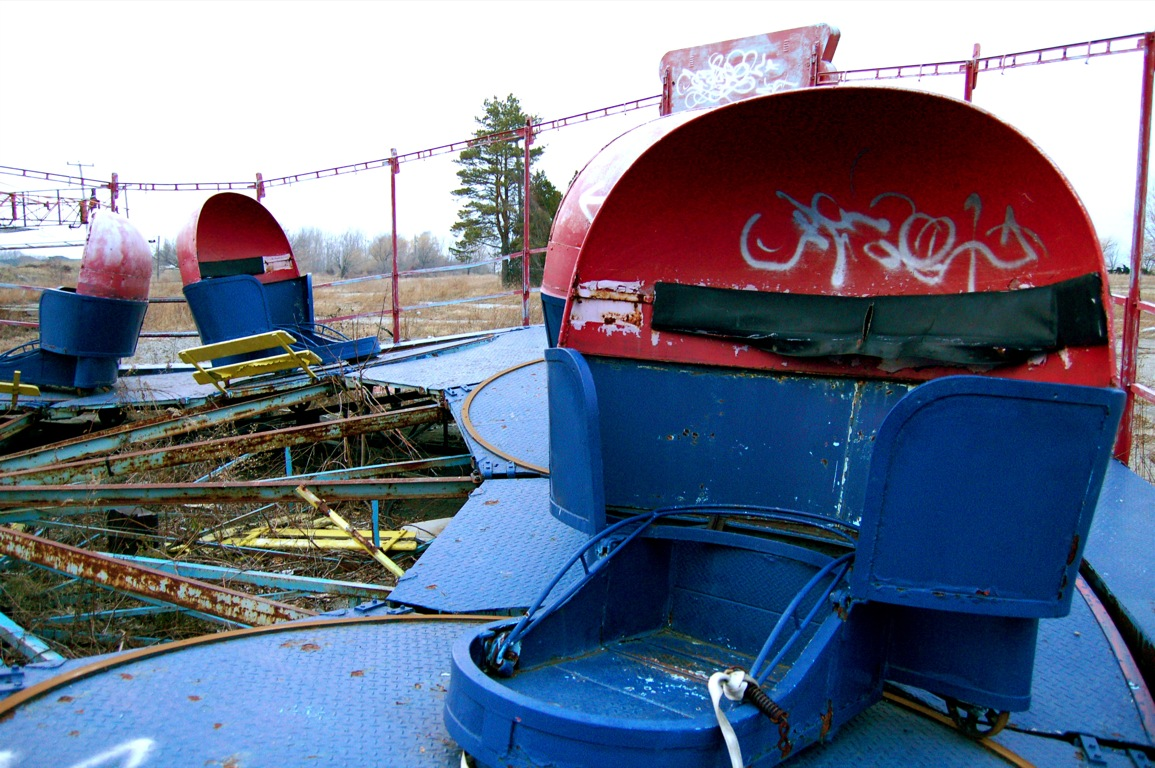
Verlaten "Wet n' Wild Water Park", Jordan Station, Ontario, Canada

Verlaten superglijbaan, Coney Island, New York

Dit is een lijst van attractieparken die niet langer zijn opengesteld.

## A
- Adventure Asia Park (Sentosa, Singapore)
- Adventureland Amusement Park (North Webster, Indiana, Verenigde Staten)
- Adventureland Park (Addison, Illinois, Verenigde Staten)
- Airport Kiddieland (Binghamton, New York; Verenigde Staten)
- Airway Drive-in (Saint Ann, Missouri, Verenigde Staten)
- Alabama State Fairgrounds (Birmingham, Alabama, Verenigde Staten)
- Alladin's Kingdom (Doha, Doha, Qatar)
- Aliba City (Nishi, Kobe, Japan)
- American Adventures (Marietta, Georgia, Verenigde Staten)
- American Adventure Theme Park (Ilkeston, Derbyshire, Verenigd Koninkrijk)
- American Dream Park (Shanghai, Shanghai, China)
- American Park (Belo Horizonte, Minas Gerais, Brazilië)
- Amtree Park (Filey, North Yorkshire, Verenigd Koninkrijk)
- Angela Park (Drums, Pennsylvania, Verenigde Staten)
- Arcadas (Boca Chica, (Santo Domingo, Dominicaanse Republiek)
- Asbury Park (attractiepark) (Asbury, New Jersey, Verenigde Staten)
- Athletic Park (New Orleans, Louisiana, Verenigde Staten)
- Atlantis Family Amusement Park (Scarborough, Yorkshire, Verenigd Koninkrijk)
- Atlas Park (Clacton-on-Sea, Essex, Verenigd Koninkrijk)
- Aventura Park (Independencia, Lima, Lima, Peru)

## B
- Baishinji Park (Matsuyama, Ethime, Japan)
- Baltic Fair (Malmö, Skåne, Zweden)
- Battersea Fun Fair (Battersea, Groot-Londen, Verenigd Koninkrijk)
- Bay Shore Park (Sparrows Point, Maryland, Verenigde Staten)
- Bayside Park (Clear Lake, Iowa, Verenigde Staten)
- Bayville Amusements (Bayville, New York, Verenigde Staten)
- Beachland Amusements (Staten Islan, New York, Verenigde Staten)
- Bel-Air Kiddyland (Detroit, Michigan, Verenigde Staten)
- Belle Island Village (Pigeon Forge, Tennessee, Verenigde Staten)
- Belle Isle Park (Oklahoma City, Oklahoma, Verenigde Staten)
- Belle Vue Park (Manchester, Greater Manchester, Verenigd Koninkrijk)
- Bell's Amusement Park (Tulsa, Oklahoma, Verenigde Staten)
- Bendix Woods County Park (New Carlisle, Indiana, Verenigde Staten)
- Beoland (Nizhny Novgorod, Nizhni Novgorod, Rusland)
- Bergen Beach (Brooklyn, New York, Verenigde Staten)
- Berlin Weißenberg (Berlijn, Berlijn, Duitsland)
- Betrand Island (Mount Arlington, New Jersey, Verenigde Staten)
- Beverly Park (Los Angeles, Californië, Verenigde Staten)
- Biwako Paradise (Otsu, Shiga, Japan)
- Biwako Tower (Otsu, Shiga, Japan)
- Bluegrass Park (Lexington, Kentucky, Verenigde Staten)
- Boardwalk and Baseball (Haines City, Florida, Verenigde Staten)
- Boardwalk Fun Park (Grand Prairie, Texas, Verenigde Staten)
- Boblo Island (Amherstburg, Ontario, Canada)
- Bosque Magico (Guadalupe (Nuevo León), Mexico)
- Bowcraft Playland (Scotch Plains, New Jersey, Verenigde Staten)
- Boyd Park (Wabash, Indiana, Verenigde Staten)
- Bracalândia (Braga, Braga, Portugal
- Brady Lake Park (Ravenna, Ohio, Verenigde Staten)
- Bridlington Experience (Bridlington, East Riding of Yorkshire, Verenigd Koninkrijk)
- Brighton Beach (Brooklyn, New York, Verenigde Staten)
- Buckeye Lake (attractiepark) (Buckeye Lake, Ohio, Verenigde Staten)
- Buckroe Beach Park (Hampton, Virginia, Verenigde Staten)

## C
- Cabana Beach (Bridgeville, Pennsylvania, Verenigde Staten)
- Callan Activity Center (Shanghai, Shanghai, China)
- Camelot Park (Bogotà, Cundinamarca, Colombia)
- Capital Beach Park (Lincoln, Nebraska, Verenigde Staten)
- Carlin's Park (Baltimore, Maryland, Verenigde Staten)
- Carousel Park (Overland Park, Kansas, Verenigde Staten)
- Carousel Village and Indian Walk (Newton, Pennsylvania, Verenigde Staten)
- Carter Lake Kiddieland (Omaha, Nebraska, Verenigde Staten)
- Cascade Park (New Castle, Pennsylvania, Verenigde Staten)
- Celebration City (Branson, Missouri, Verenigde Staten)
- Celebration Station (Metairie, Louisiana, Verenigde Staten)
- Celebration Station (Tulsa, Oklahoma, Verenigde Staten)
- Celebration Station (Merrillville, Indiana, Verenigde Staten)
- Celeron Park (Jamestown, New York, Verenigde Staten)
- Center Norte (Buenos Aires, Buenos Aires, Argentinië)
- Central Park (attractiepark) (Allentown, Pennsylvania, Verenigde Staten)
- Central Park (Rockford, Illinois, Verenigde Staten)
- Century Amusement Park (Zhengzhou, Henan (China))
- Century of Progress (Chicago, Illinois, Verenigde Staten)
- Chain of Rocks Amusement Park (Saint Louis, Missouri, Verenigde Staten)
- Celtenham Beach (Chicago, Illinois, Verenigde Staten)
- Chester Park (Cincinnati, Ohio, Verenigde Staten)
- Chippewa Lake Park (Chippewa Lake, Ohio, Verenigde Staten)
- Cidade da Crianca (São Bernardo do Campo, São Paulo, Brazilië)
- Cleethorpes Park (Cleethorpes, Lincolnshire, Verenigd Koninkrijk)
- Cylffside Park (Ashland, Kentucky, Verenigde Staten)
- Coconut Fun Park (Kingston, Saint Andrew, Jamaica)
- Columbia Gardens (Butte, Montana, Verenigde Staten)
- Coney Island Park (Havana, Havana, Cuba)
- Coney Park (Lima, Lima, Peru)
- Cool World (Wilmington, North Carolina, Verenigde Staten)
- Craig Beach Park (Lake Milton, Ohio, Verenigde Staten)
- Crescent Park (Riverside, Rhode Island, Verenigde Staten)
- Crystal Beach (Crystal Beach (Ontario), Ontario, Canada)
- Crystal Beach Park (Corpus Christi, Texas, Verenigde Staten)
- Crystal Beach Park (Vermilion, Ohio, Verenigde Staten)
- Crystal Beach Park (Galveston, Texas, Verenigde Staten)
- Crystal Palace Park (Nashville, Tennessee, Verenigde Staten)
- Cumberland Park (Muskego, Wisconsin, Verenigde Staten)

## D
- Dadipark (Dadizele, West-Vlaanderen, België)
- Dalian Isle (Dalian, Liaoning, China)
- DandiLion Park (Muskego, Wisconsin, Verenigde Staten)
- Dandy's Frontier (Cranberry, Pennsylvania, Verenigde Staten)
- Dealing's Rides (Amherst, New York, Verenigde Staten)
- Dells Spring Park (Wisconsin Dells, Wisconsin, Verenigde Staten)
- Delmar Garden (Oklahoma City, Oklahoma, Verenigde Staten)
- Dinorex (Crystal Lake, Illinois, Verenigde Staten)
- Dinorex (Addison, Illinois, Verenigde Staten)
- Dinosaur Beach (Wildwood, New Jersey, Verenigde Staten)
- Dispensa's Kiddie Kingdom (Villa Park, Illinois, Verenigde Staten)
- Divertido (Mexico-Stad, Mexico)
- Dodge Park Playland (Council Bluffs, Iowa, Verenigde Staten)
- Dogpatch USA (Marble Falls, Arkansas, Verenigde Staten)
- Doling Park (Springfield, Missouri, Verenigde Staten)
- Don Hanson's Amusement Park (Harveys Lake, Pennsylvania, Verenigde Staten)
- Dongfang Amusement Park (Kanton, Guangdong, China)
- Doodlebug Park (Trevorton, Pennsylvania, Verenigde Staten)
- Dougie's World (Parksville, British Columbia, Canada)
- Dover Lake Waterpark (Sagamore Hills, Ohio, Verenigde Staten)
- Dowdy's (Nags Head (North Carolina, Verenigde Staten)
- Downunderland (Canberra, Australisch Hoofdstedelijk Territorium, Australië)
- Dreamland (Seoel, Zuid-Korea)
- Dreamland (Brooklyn, New York, Verenigde Staten)
- Dreamscape (Quezon City, Manilla, Filipijnen)
- Dynalecx (Otaru, Hokkaido (Japan), Japan)

## E
- East End Park (Memphis, Tennessee, Verenigde Staten)
- Eastwood Park (Eastpointe, Michigan, Verenigde Staten)
- Edgewater Park (Detroit, Michigan, Verenigde Staten)
- Eldridge Park (Elmira, New York, Verenigde Staten)
- Electric Park (Detroit, Michigan, Verenigde Staten)
- Elitch Gardens (Denver, Colorado, Verenigde Staten)
- Enchanted Forest (Hope Valley, Rhode Island, Verenigde Staten)
- Erieview Park (Geneva, Ohio, Verenigde Staten)
- Esselworld (Gorai, Maharashtra, India)
- Euclid Beach (Cleveland, Ohio, Verenigde Staten)
- Europa Park (Benidorm, Alicante, Spanje)
- Excelsior Amusement Park (Excelsior, Minnesota, Verenigde Staten)
- Exhilarma (Voorhees, New Jersey, Verenigde Staten
- Expoland (Suita, Osaka, Japan)
- Exposition Patrk (Fort Dodge, Iowa, Verenigde Staten)

## F
- Fairgrounds Park (Danville, Illinois, Verenigde Staten)
- Fairview Park (Delmont, Pennsylvania, Verenigde Staten)
- Fairyland (Jackson Heights, New York, Verenigde Staten)
- Fairyland Kiddie Park (Brooklyn, New York, Verenigde Staten)
- Fairyland (Kansas City, Missouri, Verenigde Staten)
- Familien Park (Villingen-Schwenningen, Baden-Württemberg, Duitsland)
- Family Funland (Farmington, New Mexico, Verenigde Staten)
- Fantasy Dome Kishiwada (Kishiwada, Osaka, Japan)
- Fantasy Dome Seiro (Seiro, Kitakanbara, Japan)
- Fantasy Dome Tomakomai (Tomakomai, Hokkaido, Japan)
- Fantasy Farm Amusement Park (Middletown, Ohio, Verenigde Staten)
- Fantasy Land (Maharashtra, Maharashtra, India)
- Fantasy Palace (São Paulo, São Paulo, Brazilië)
- Feira de Popular de Lisboa (Lissabon, Lissabon, Portugal)
- Feira de la Juventud (Havana, Havana, Cuba)
- Felifote (Castellaneta Marina, Puglia Italië)
- Flint Park (Flint, Michigan, Verenigde Staten)
- Flushing Meadows Park (Flushing, New York, Verenigde Staten)
- Folly Beach Pier (Folly Beach, South Carolina, Verenigde Staten)
- Foreldorado (Euverem, Limburg, Nederland)
- Forest Park (Fort Worth, Texas, Verenigde Staten)
- Forest Park (Chicago, Illinois, Verenigde Staten)
- Forest Park Highlands Amusement Park (Saint Louis, Missouri, Verenigde Staten)
- Fort Frontier (Lake Ozark, Missouri, Verenigde Staten)
- Fraser's Milion Dollar Pier (Venice, Californië, Verenigde Staten)
- Frederick Road Park (Baltimore, Maryland, Verenigde Staten
- Freedom Land U.S.A (Bronx, New York, Verenigde Staten)
- Freizeitpark Krichhorst (Isernhagen, Nedersaksen, Duitsland)
- Freizeit- und Miniaturpark Allgäu (Weitnau, Bavaria, Duitsland)
- Frontier Land (Cherokee, North Carolina, Verenigde Staten
- Frontierland Family Theme Park (Morecambe, Lancashire, Verenigd Koninkrijk)
- Frontier Village Amusement Park (San José, Californië, Verenigde Staten)
- Funcenter (Matosinhos, Porto, Portugal)
- Fun City (Edinburgh, Lothian, Verenigd Koninkrijk)
- Fun Fair Amusement Park (Falls Church, Virginia, Verenigde Staten)
- Fun Fair Park (Baton Rouge, Louisiana, Verenigde Staten)
- Fun & Games Park (Tonawanda, New York, Verenigde Staten)
- Fun Juction (Grand Juction, Colorado, Verenigde Staten)
- Funhall Mering (Mering, Bavaria, Duitsland)
- Funland (Seaside, Oregon, Verenigde Staten)
- Funland Park (Folkestone, Kent, Verenigd Koninkrijk)
- Funland Park (Miami, Florida, Verenigde Staten)
- Fun 'n Wheels (Orlando, Florida, Verenigde Staten)
- Fun-O-Ramma (Salisbury, Massachusetts, Verenigde Staten)
- Fun Spot Amusement Park & Zoo (Angola, Indiana, Verenigde Staten)
- Fun Spots (New Port, Kentucky, Verenigde Staten)
- Fun Time USA (Biloxi, Mississippi, Verenigde Staten)
- Fun Town (Milwaukee, Wisconsin, Verenigde Staten)
- Funtown (Chicago, Illinois, Verenigde Staten)
- Funtown (Atlanta, Georgia, Verenigde Staten)
- Funway Amusement Park (Fort Walton Beach, Florida, Verenigde Staten)
- Fun Zones of Wethersfield (Wethersfield, Connecticut, Verenigde Staten)
- Fushimi Momoyama Castle Land (Kyoto, Kyoto, Japan)
- Future World (Rangsit, Changwat Pathum Thani, Thailand)
- Future World (Hangzhou, Zhejiang, China)

## G
- Gay Dolphin Park (Myrtle Beach, South Carolina, Verenigde Staten)
- Geauga Lake & Wildwater Kingdom (Aurora, Ohio, Verenigde Staten)
- Ghost Town on the River (Louisville, Kentucky, Verenigde Staten)
- Glasgow Empire Exhibition (Glasgow, Strathclyde, Verenigd Koninkrijk)
- Glasgow Gardens (Glasgow, Strathclyde, Verenigd Koninkrijk)
- Glen Echo Park (attractiepark) (Glen Echo, Maryland, Verenigde Staten)
- Glen Island Park (New Rochelle, New York, Verenigde Staten)
- Glen Park (Wiliamsville, New York, Verenigde Staten)
- Glüks Königreich (Obihiro, Tokachi, Hokkaido, Japan)
- Gordon State Park (Saint Marys, Ohio, Verenigde Staten)
- Granada Studios (Manchester, Greater Manchester, Verenigd Koninkrijk)
- Great Adventure Amusement Park (Flushing, New York, Verenigde Staten)
- Greater Island Park (Easton, Pennsylvania, Verenigde Staten)
- Greenland (attractiepark) (Daegu, Zuid-Korea)
- Green Oaks Kiddy-Land (Evergreen Park, Illinois, Verenigde Staten)
- Greenpia Ena (Ena, Gifu, Japan)
- Grove Land (St. Clears, Carmarthenshire, Verenigd Koninkrijk)
- Gulf Shores Amusement Park (Gulf Shores, Alabama, Verenigde Staten)
- Gwynn Oak Park (Baltimore, Maryland, Verenigde Staten)

## H
- Hasgue Park (Jackson, Michigan, Verenigde Staten)
- Hamel's Park (Shreveport, Louisiana, Verenigde Staten)
- Hanlan's Point (Toronto, Ontario, Canada)
- Hanshin Park (Koshien, Hyogo, Japan)
- Happiland (Southport, Merseyside, Verenigd Koninkrijk)
- Happyland Park (Vancouver, Brits-Columbia, Canada)
- Harbor Paradise (Ningbo, Zhejiang, China)
- Harlem Park (Rockford, Illinois, Verenigde Staten)
- Hart Park (Bakersfield, Californië, Verenigde Staten)
- Hazle Park (West Hazeleton, Pennsylvania, Verenigde Staten)
- High Hopes Orchard (Westmoreland, New Hampshire, Verenigde Staten)
- Hillcrest Park (Lemont, Californië, Verenigde Staten)
- Hiroshima Natlie (Asakita, Hiroshima, Japan)
- Hocus Pocus Park (Knoxville, Tennessee, Verenigde Staten)
- Honingmeer Entertainment Stad (Shenzhen, Guangdong, China)
- Hoppyland (Marina Del Rey, Californië, Verenigde Staten)
- House of Kicks (Chicago, Illinois, Verenigde Staten)
- Hugo Haase Park (Stellingen, Hamburg, Duitsland)

## I
- Idora Park (Youngstown, Ohio, Verenigde Staten)
- Idora Park (Oakland, Californië, Verenigde Staten)
- Indian Lake Playland (Russells Point, Ohio, Verenigde Staten)
- Indian Nations Park (Jenks, Oklahoma, Verenigde Staten)
- Indianola Park (Columbus, Ohio, Verenigde Staten)
- Interstate Gardens (Shopiere, Wisconsin, Verenigde Staten)
- Iola Eletric Park (Iola, Kansas, Verenigde Staten)
- Island Beach Park (Burlington, New Jersey, Verenigde Staten)
- Ital Park (Buenos Aires, Buenos Aires, Argentinië)
- Ital Park (Mar del Plata, Buenos Aires, Argentinië)

## J
- Jantzen Beach Amusement Park (Portland, Oregon, Verenigde Staten)
- Jeepers (Rockville, Maryland, Verenigde Staten)
- Jeepers (Roseville, Michigan, Verenigde Staten)
- Jeepers (Concord, North Carolina, Verenigde Staten)
- Jeepers (Cleveland, Ohio, Verenigde Staten)
- Jeepers (Parkville, Maryland, Verenigde Staten)
- Jeepers (West Nyack, New York, Verenigde Staten)
- Jeepers (Livonia, Michigan, Verenigde Staten)
- Jeepers (Gastonia, North Carolina, Verenigde Staten)
- Jeepers (Cheektowaga, New York, Verenigde Staten)
- Jefferson Beach (St. Clair Shores, Michigan, Verenigde Staten)
- Jolly Cholly's Funland (North Attleboro, Massachusetts, Verenigde Staten)
- Joyland Park (Lexington, Kentucky, Verenigde Staten)
- Joypolis (Naka, Yokohama, Japan)
- JoyRides Family Fun Center (Colorado Springs, Colorado, Verenigde Staten)
- Jubilee Park (Carolina Beach, North Carolina, Verenigde Staten)
- Julia Davis Fun Depot (Boise, Idaho, Verenigde Staten

## K
- Kagoshima Jungle Land (Kagoshima, Kagoshima, Japan)
- Kappapia (Takasaki, Gunma, Japan)
- Karolinelund (Aalborg, Denemarken)
- Kashiikaen Yuenchi (Fukuoka, Fukuoka, Japan)
- Kelly's Hall (Philadelphia, Pennsylvania, Verenigde Staten)
- Kerry Leisureland (Kuala Lumpur, Kuala Lumpur, Maleisië)
- Kiddie City (Douglaston, New York, Verenigde Staten)
- Kiddieland (Toledo, Ohio, Verenigde Staten)
- Kiddieland (Cherry Hill, New Jersey, Verenigde Staten)
- Kiddieland Amusement Park (Louisville, Kentucky, Verenigde Staten)
- Kiddieland Amusement Park (Wichita, Kansas, Verenigde Staten)
- Kiddieland Park (Loves Park, Illinois, Verenigde Staten)
- Kiddieland Park (Takoma Park, Maryland, Verenigde Staten)
- Kiddie Wonderland (River Edge, New Jersey, Verenigde Staten)
- Kiddytown (Harwood Heights, Illinois, Verenigde Staten)
- Kid's World (Long Branch, New Jersey, Verenigde Staten)
- Kings Castle Land (Whitman, Massachusetts, Verenigde Staten)
- Kinetsu Ayameike (Nara, Nara, Japan)
- Kobe Portopialand (Chuo, Kobe, Japan)
- Koeweit Entertainmentstad (Al Asimah, Koeweit)
- Kolen Geschiedenisdorp (Yubari, Hokkaido, Japan)
- Kölner Tivoli (Keulen, Noordrijn-Westfalen, Duitsland)
- Koingoura Leisure Center (Fukutsu, Fukuoka, Japan)
- Krug Park (Omhama, Nebraska, Verenigde Staten)
- Kulturpark Rotehorn (Maagdenburg, Saksen-Anhalt, Duitsland)
- Kumdori Land (Daejeon, Zuid-Korea)
- Kurashiki Tivoli Park (Kurashiki, Okayama, Japan)
- Kure Portopialand (Kure, Hiroshima, Japan)
- Kursaal Amusement Park (Southend-on-Sea, Essex, Verenigd Koninkrijk)

## L
- La Feria Chapultepec Mágico (Mexico-Stad, Mexico)
- Lagosur (Leganés, Madrid, Spanje)
- Lake Como Park (Fort Worth, Texas, Verenigde Staten)
- Lake Erie Park & Casino (Toledo, Ohio, Verenigde Staten)
- Lake Landsing Park (Haslett Michigan, Verenigde Staten)
- Lakeside Park (Salem, Virginia, Verenigde Staten)
- Lakeside Park (Auburn, New York, Verenigde Staten)
- Lakeside Park (Flint, Michigan, Verenigde Staten)
- Lakeside Park (Marinette, Wisconsin, Verenigde Staten)
- Lakeview Park (Royersford, Pennsylvania, Verenigde Staten)
- Lakewood Park (Waterbury, Connecticut, Verenigde Staten)
- Lakewood Park (Atlanta, Georgia, Verenigde Staten)
- Lakewood Park (Charlotte, North Carolina, Verenigde Staten)
- Lakewood Park (Barnesville, Pennsylvania, Verenigde Staten)
- Lakeworth Park (Fort Worth, Texas, Verenigde Staten)
- Landa Park (New Braunfels, Texas, Verenigde Staten)
- Land van Ooit (Drunen, Nederland)
- Laurel Park (Mount Gretna, Pennsylvania, Verenigde Staten)
- Legend City (Phoenix, Arizona, Verenigde Staten)
- Leoland (Bangkok, Bangkok, Thailand)
- Liberty Park (attractiepark) (Battle Creek, Michigan, Verenigde Staten)
- Liberty Pier (West Haven, Connecticut, Verenigde Staten)
- Lick Pier (Venice, Californië, Verenigde Staten)
- Licoln Beach (New Orleans, Louisiana, Verenigde Staten)
- Licoln Park (North Dartmouth, Massachusetts, Verenigde Staten)
- Löwensafari und Freizeit-Park Tüddern (Tüddern, Noordrijn-Westfalen, Duitsland)
- Lotus Isle Park (Portland, Oregon, Verenigde Staten)
- Loudoun Castle (Galston, East Ayrshire, Verenigd Koninkrijk)
- Luck-E-Dawg Kiddyland (Clovis, New Mexico, Verenigde Staten)
- Ludlow Lagoon (Ludlow, Kentucky, Verenigde Staten)

## M
- Magic Golf-Biloxi Beach Park (Biloxi, Mississippi, Verenigde Staten)
- Magic Harbor (Surfside Beach, South Carolina, Verenigde Staten)
- Magic Isles (Corpus Christi, Texas, Verenigde Staten)
- Magic Land (Bangkok, Bangkok, Thailand)
- Magic Landing (El Paso, Texas, Verenigde Staten)
- Magic Mesa Fun Park (Albuquerque, New Mexico, Verenigde Staten)
- Magic Valley Food N' Fun (Winchester, Virginia, Verenigde Staten)
- Magic Valley Park (Bushkill, Pennsylvania, Verenigde Staten)
- Magic World Kid's Park (Pigeon Forge, Tennessee, Verenigde Staten)
- Marielyst Familiepark & Aqualand (Væggerløse, Seeland, Denemarken)
- Marine Lake Pleasure Beach (Rhyl, Clwyd, Verenigd Koninkrijk)
- Marshall Hall Park (Bryans Road, Maryland, Verenigde Staten)
- Marvel's Amusement Park (Scarborough, North Yorkshire, Verenigd Koninkrijk)
- Massapegua Zoo & Kiddie Park (Massapegua Park, New York, Verenigde Staten)
- Mediterraneo Park (Benidorm, Alicante, Spanje)
- MeirLand (Tel Aviv, Goosh Dan, Israël)
- Meridell Park (Pocatello, Idaho, Verenigde Staten)
- Merlin's Magic Land (Lelant, Cornwall, Verenigde Staten)
- Merrimack Park (Methuen, Massachusetts, Verenigde Staten)
- Meyer's Lake Park (Canton, Ohio, Verenigde Staten)
- MGM Grand Adventures (Las Vegas, Nevada, Verenigde Staten)
- Midland Beach Park (Staten Island, New York, Verenigde Staten)
- Millsprings Amusement Park (Paducah, Kentucky, Verenigde Staten)
- Micrale Strip Amusement Park (Panama City Beach, Florida, Verenigde Staten)
- Miragica (Molfetta, Apulië, Italië)
- Mirapolis (Cergy-Pointoise, Île-de-France, Frankrijk)
- Mountain Park (attractiepark) (Holyoke, Massachusetts, Verenigde Staten)
- Moxahala Amusement Park (Zanesville, Ohio, Verenigde Staten)
- Mt. Clemens Park (Mount Clemens, Michigan, Verenigde Staten)
- Mundo Divertido (Mexicali, Baja California, Mexico)
- Mundo Divertido (Tijuana, Baja California, Mexico)
- Myrtle Beach Grand Prix (North Myrtle Beach, South Carolina, Verenigde Staten)
- Myrtle Beach Pavilion (Myrtle Beach, South Carolina, Verenigde Staten)

## N
- Nara Dreamland (Nara, Nara, Japan)
- Nashville Valley Amusement Park (Nashville, Tennessee, Verenigde Staten)
- Natatorium Park (Spokane, Washington, Verenigde Staten)
- National Drive-In Theater (Camden, New Jersey, Verenigde Staten)
- Navel Land (Omuta, Fukuoka, Japan)
- Bay Aug Park (Scranton, Pennsylvania, Verenigde Staten)
- Neo Geo World Yokyo Bayside (Odaiba, Minato, Japan)
- Neptune Beach (attractiepark) (Alameda, Californië, Verenigde Staten)
- New England Playworld (Hudson, New Hampshire, Verenigde Staten)
- New Metroland (Gateshead, Tyne & Wear, Verenigd Koninkrijk)
- New Pleasureland Southport (Southport, Merseyside, Verenigd Koninkrijk)
- New Saniro Dream Paradise (Veyangoda, Westelijke Provincie, Sri Lanka)
- Newton Lake Park (Carbondale, Pennsylvania, Verenigde Staten)
- Nobles Funland Amusement Park (Paducah, Kentucky, Verenigde Staten)
- Nunley's (Baldwin, New York, Verenigde Staten)

## O
- Oakford Park (Jeannette, Pennsylvania, Verenigde Staten)
- Oakwood Park (attractiepark) (Kalamazoo, Michigan, Verenigde Staten)
- Ocean Beach Amusement Park (Rhyl, Clwyd, Verenigd Koninkrijk)
- Ocean View Amusement Park (Norfolk, Virginia, Verenigde Staten)
- Ocean View Pavilion (Jacksonville Beach, Florida, Verenigde Staten)
- Odakyu Mukogaoka Yuen (Kawasaki, Kanagawa, Japan)
- Old Chicago (Bolingbrook, Illinois, Verenigde Staten)
- Old Indiana Fun-n-Water Park, Thorntown, Indiana, Verenigde Staten)
- Old Orchard Beach (Old Orchard Beach, Maine, Verenigde Staten)
- Olentany Park (Columbus, Ohio, Verenigde Staten)
- Olympia Park (McKeesport, Pennsylvania, Verenigde Staten)
- Olmpic Park (Irvington, New Jersey, Verenigde Staten)
- Ooit Tongeren (Tongeren, Limburg, België)
- Opryland USA (Nashville (Tennessee), Tennessee, Verenigde Staten)
- Osage Beach (attractiepark) (Osage Beach, Missouri, Verenigde Staten)
- Oyama Yuenchi (Oyama, Tochigi, Japan)

## P
- Pabst Park (Milwaukee, Wisconsin, Verenigde Staten)
- Pacific City (attractiepark) (Burlingname, Californië, Verenigde Staten)
- Pacific Ocean Park (Santa Monica, Californië, Verenigde Staten)
- Palisades Amusement Park (Cliffside Park, New Jersey)
- Paradise Lake (Salesville, Ohio, Verenigde Staten)
- Paragon Park (Hull, Massachusetts, Verenigde Staten)
- Parc Belmont (Montréal, Québec, Canada)
- Parc de Lomme (Rijsel, Noorderdepartement, Frankrijk)
- Parc Luna (Hull, Québec, Canada)
- Parc Récréatif de la Toison d'or (Dijon, Bourgondië, Frankrijk)
- Parelland (Zhuhai, Guangdong, China)
- Park Yulva (Sint-Petersburg, Sint-Petersburg, Rusland)
- Parque de Montjuic (Barcelona, Barcelona, Spanje)
- Parque El Dorado (Panama Stad, Panama, Panama)
- Parque Fiesta Aventuras (Monterrey, Nuevo León, Mexico)
- Paul Boyton's Sea Lion Park (Brooklyn, New York, Verenigde Staten)
- Paul Bunyan Amusement Park (Baxter, Minnesota, Verenigde Staten)
- Paxtang Park (Harrisburg, Pennsylvania, Verenigde Staten)
- Peony Park (Omaha, Nebraska, Verenigde Staten)
- Peter Pan's Amusement Park (Ryde, Wight, Verenigd Koninkrijk)
- Peter Pan's Playground (Brighton, East Sussex, Verenigd Koninkrijk)
- Petticoat Junction (Panama City, Florida, Verenigde Staten)
- Pfiff-Erlebnispark (Mühlengeez, Mecklenburg-Voor-Pommeren, Duitsland)
- Phalen Park (St. Paul, Minnesota, Verenigde Staten)
- Pickering Pier (Venice, Californië, Verenigde Staten)
- Pine Island Park (Manchester, New Hampshire, Verenigde Staten)
- Pinehurst Park (Auburn, Massachusetts, Verenigde Staten)
- Pirate's Fun Park (Salisbury, Massachusetts, Verenigde Staten)
- Pirate's World (Dania, Florida, Verenigde Staten)
- Planet Fun (Bradenton, Florida, Verenigde Staten)
- Planet FunFun (Kerava, Uusimaa, Finland)
- Playcity (Cachambi Rio de Janeiro, Rio de Janeiro, Brazilië)
- Playland at the Beach (San Francisco, Californië, Verenigde Staten)
- Playland Barra (Rio de Janeiro, Rio de Janeiro, Brazilië)
- Playland Eldorado (São Paulo, São Paulo, Brazilië)
- Playland Park (Ocean City, Maryland, Verenigde Staten)
- Playland Park (San Antonio, Texas, Verenigde Staten)
- Playland Park (Justice, Illinois, Verenigde Staten)
- Playland Park (Seattle, Washington, Verenigde Staten)
- Playland Park (Akron, Ohio, Verenigde Staten)
- Playland Park (Philadelphia, Pennsylvania, Verenigde Staten)
- Playland Park South Bend, Indiana, Verenigde Staten)
- Playland Praia de Belas (Porto Alegre, Rio Grande do Sul, Brazilië)
- Playland Salvador (Salvador, Bahia, Brazilië)
- Pleasure Beach (New London, Connecticut, Verenigde Staten)
- Pleasure Pier (Port Arthur, Texas, Verenigde Staten)
- Pocono Play Park (Bartonsville, Pennsylvania, Verenigde Staten)
- PokéPark (Nakamura, Nagoya Aichi, Japan)
- Pontchartrain Beach (New Orleans, Louisiana, Verenigde Staten)
- Prehistoric Park (Cary, North Carolina, Verenigde Staten)
- Puerto Aventura (Santiago (Chili))
- Puritas Springs (Cleveland, Ohio, Verenigde Staten)
- Putt-Putt Fun Center (Escondido, Californië, Verenigde Staten)

## Q
- Quebec Provincial Exhibition Park (Québec Stad, Québec, Canada)
- Queens Park (Long Beach, Californië, Verenigde Staten)

## R
- Race World (Pigeon Forge, Tennessee, Verenigde Staten)
- Rafaela Padilla (Puebla, Puebla, Mexico)
- Rainbouw Gardens (McKeesport, Pennsylvania, Verenigde Staten)
- Rainbouw Valley (Cavendish, Prince Edward Island, Canada)
- Ramona Park (Grand Rapids, Michigan, Verenigde Staten)
- Ratanga Junction (Kaapstad, Westkaap, Zuid-Afrika)
- Ravenna Park (Shorewood, Wisconsin, Verenigde Staten)
- Recreation Park (Asheville, North Carolina, Verenigde Staten)
- Rendezvous Park (Atlantic City, New Jersey, Verenigde Staten)
- Revere Beach (Revere, Massachusetts, Verenigde Staten)
- Reynolds Park (Winston Salem, North Carolina, Verenigde Staten)
- River Park (Winnipeg, Manitoba, Canada)
- Riverland Amusement Park (Stering Heights, Michigan, Verenigde Staten)
- Riverside Park (Indianapolis, Indiana, Verenigde Staten)
- Riverside Park (Sioux City, Iowa, Verenigde Staten)
- Riverside Park (Saginaw, Michigan, Verenigde Staten)
- Riverview Beach Park (Pennsville, New Jersey, Verenigde Staten)
- Riverview Park (Des Moines, Iowa, Verenigde Staten)
- Riverview Park (Chicago, Illinois, Verenigde Staten)
- Robinson Park (Fort Wayne, Indiana, Verenigde Staten)
- Rock Point Park (Ellport, Pennsylvania, Verenigde Staten)
- Rock Springs Park (Chester, West-Virginia, Verenigde Staten)
- Rockaways' Playland (Far Rockaway, New York, Verenigde Staten)
- Rocky Glen (Moosic, Pennsylvania, Verenigde Staten)
- Rocky Point Park (Warwick, Rhode Island, Verenigde Staten)
- Rocky Springs Park (Lancaster, Pennsylvania, Verenigde Staten)
- Rolling Greenland (Hummel's Wharf, Pennsylvania, Verenigde Staten)
- Rose Island Amusement Park (Charlestown, Indiana, Verenigde Staten)
- Roseland Park (Canandaigua, New York, Verenigde Staten)
- Rothschild Park (Rothschild, Wisconsin, Verenigde Staten)

## S
- Saltair (Magna, Utah, Verenigde Staten)
- Salzberger Erlebnispark (Neuenstein, Hessen, Duitsland)
- Sammy's Dreamland (Carmelaram, Bangalore, Karnataka, India)
- Sandy Beach Park (Fall River, Massachusetts, Verenigde Staten)
- Sans Souchi (Chicago, Illinois, Verenigde Staten)
- Sans Souchi Park (Wilkes Barre, Pennsylvania, Verenigde Staten)
- Santa's Village (Skyforest, Californië, Verenigde Staten
- Santa's Village (Dundee, Illinois, Verenigde Staten)
- Santa's Village Scotts Valley, Californië, Verenigde Staten)
- Sauzer's Kiddieland (Shereville, Indiana, Verenigde Staten)
- Savin Rock (West Haven, Connecticut, Verenigde Staten)
- Sayama Park (Osakasayama, Osaka, Japan)
- Seaburn Fun Park (Sunderland Tyne & Wear, Verenigd Koninkrijk)
- Seaton Carew (Hartlepool, County Durham, Verenigd Koninkrijk)
- Sega World Sydney (Darling Harbour (New South Wales, Australië)
- Sekigahara Menadland (Sekigahara, Gifu, Japan)
- Shady Lake (Streetsboro, Ohio, Verenigde Staten)
- Sharh-e Bazi (Teheran, Teheran, Iran)
- Sherman's Amusement Park (Caroga Lake, New York, Verenigde Staten)
- Showbiz City (Koeweit Stad, Koeweit)
- Silver Beach Amusement Park (Saint Joseph, Michigan, Verenigde Staten)
- Silver Lake Amusement Park (Stow, Ohio, Verenigde Staten)
- Six Flags Astroworld (Houston, Texas, Verenigde Staten)
- Six Flags New Orleans (New Orleans, Louisiana, Verenigde Staten) Gesloten na orkaan Katrina
- Six Gun Territory (Ocala, Florida, Verenigde Staten)
- Sky Garden (Okayama, Okayama, Japan)
- Smiley's Happyland (Bethpage, New York, Verenigde Staten)
- Sofia Land (Sofia, Grad Sofiya, Bulgarije)
- Sommerland Syd (Tinglev, Syddanmark, Denemarken)
- Sorak Plazaland (Sokcho, Gangwon-do, Zuid-Korea)
- South Beach Amusement Park (Staten Island, New York, Verenigde Staten)
- South Gate Kiddieland (West Milauwkee, Wisconsin, Verenigde Staten)
- South Heaven Amusement Park (South Heaven, Michigan, Verenigde Staten)
- Space Center (Bremen, Bremen, Duitsland)
- Spaceland (Nassau, New York, Verenigde Staten)
- Spanish City Amusement Park (Whitley Bay, Tyne & Wear, Verenigd Koninkrijk)
- Spanish Fort (attractiepark) (New Orleans, Louisiana, Verenigde Staten)
- Spielerei Rheda-Wiedenbrück (Rheda-Wiedenbrück, Noordrijn-Westfalen, Duitsland)
- Sportland Pier (Wildwood, New Jersey, Verenigde Staten)
- Sports Plus Entertainment Center (Lake Grove, New York, Verenigde Staten)
- Sports Valley Kyoto (Kyoto, Kyoto, Japan)
- Spreepark (Berlijn, Berlijn, Duitsland)
- Springbank Amusement Park (Londen, Ontario, Canada)
- Springlake Park (Oklahoma City, Oklahoma, Verenigde Staten)
- Stanley Beach Port Stanley, Ontario, Canada)
- Stanley Park (attractiepark) (Vancouver, Brits-Columbia, Canada)
- Stanton Park (Wintersville, Ohio, Verenigde Staten)
- Starlight Express (Kuala Lumpur, Kuala Lumpur, Maleisië)
- State Street Park (Chicago, Illinois, Verenigde Staten)
- Steeplechase Park (Brooklyn, New York, Verenigde Staten)
- Stewaert Beach Park (Galveston, Texas, Verenigde Staten)
- Stocks Amusement Park (New Orleans, Louisiana, Verenigde Staten)
- Storyland (Asbury Park (Asbury Park, New Jersey, Verenigde Staten)
- Surburban Park (Manlius, New York, Verenigde Staten)
- Suker's Kiddieland (Los Angeles, Californië, Verenigde Staten)
- Sun Fun Park (North Myrtle Beach, South Carolina, Verenigde Staten)
- Sunshine Park (San Antonio, Texas, Verenigde Staten)
- Sutton Great Park (Sutton Coldfield, Birmingham, Verenigd Koninkrijk)
- Swatara Park (Middletown, Ohio, Verenigde Staten)

## T
- Takarazuka Familieland (Takarazuka, Hyōgo, Japan)
- Taman Ria Senayan (Senayan, West-Java, Indonesië)
- Tama Tech Motopia (Hino (Tokio), Japan)
- Tatilya (Istanboel, Turkije)
- Tegarayama Amusement Park (Himeji, Hyōgo, Japan)
- Thrill Valley (Gotemba, Shizuoka, Japan)
- Tivoli Pier (Atlantic City, New Jersey, Verenigde Staten)
- Tivoly Park (Rio de Janeiro, Rio de Janeiro, Brazilië)
- Tobiland (Keulen, Noordrijn-Westfalen, Duitsland)
- Topeka Kiddieland (Topeka, Kansas, Verenigde Staten)
- Toshimaen (Nerima, Tokio, Japan)
- Tri-City Park (Kennewick, Washington, Verenigde Staten)
- Trier's Park (Fort Wayne, Indiana, Verenigde Staten)
- Trout Park (Elgin, Illinois, Verenigde Staten)
- Tybee Island Amusement Park (Tybee Island, Verenigde Staten)

## U
- Umoja Children's Park (Chake-Chake, Pemba, Tanzania)
- Union Park (attractiepark) (Dubuque, Iowa, Verenigde Staten)
- Utah Fun Dome (Murray, Utah, Verenigde Staten)
- Utopia Kaga No Sato (Kaga, Ishikawa, Japan)
- Utopia Shidaka (Beppu, Oita, Japan)

## V
- Varde Sommerland (Varde, Jutland, Denemarken)
- Vidámpark (Boedapest, Hongarije)
- Villalandia (San Isidro, Lima, Peru)
- Vinewood Park (Topeka, Kansas, Verenigde Staten)
- Vollmar's Park (Bowling Green, Ohio, Verenigde Staten)

## W
- Walled Lake Park (Walled Lake, Michigan, Verenigde Staten)
- Watch Tower Amusement Park (Rock Island, Illinois, Verenigde Staten)
- Waukesha Beach (Pewaukee, Wisconsin, Verenigde Staten)
- Waverly Beach (Shopiere, Wisconsin, Verenigde Staten)
- Wedgewood Park (Oklahoma City, Oklahoma, Verenigde Staten)
- Wedgewood Village (Warr Acres, Oklahoma, Verenigde Staten)
- Wee Tee (Toledo, Ohio, Verenigde Staten)
- Wenona Beach Bay City, Michigan, Verenigde Staten)
- West End Park (New Orleans, Louisiana, Verenigde Staten)
- Westers Paradijs (Lanzhou, Gansu, China)
- West Point Park (West Point, Pennsylvania, Verenigde Staten)
- West View Park (West View, Pennsylvania, Verenigde Staten)
- West Virginia State Fair Park (Wheeling, West Virginia, Verenigde Staten)
- Whalom Park (Lunenburg, Massachusetts, Verenigde Staten)
- White City (West Haven, Connecticut, Verenigde Staten)
- White City (Shrewsbury, Massachusetts, Verenigde Staten)
- White City (Louisville, Kentucky, Verenigde Staten)
- White City (Sheboygan, Wisconsin, Verenigde Staten)
- White City (Chicago, Illinois, Verenigde Staten)
- White City (Glenside, Pennsylvania, Verenigde Staten)
- White City (Boise, Idaho, Verenigde Staten)
- White City (Lake Linden, Michigan, Verenigde Staten)
- White City (Bellingham, Washington, Verenigde Staten)
- White City (Vancouver, Brits-Columbia, Canada)
- White City (Oshkosh, Wisconsin, Verenigde Staten)
- White Rose Park (York, Pennsylvania, Verenigde Staten)
- White Swan Park (Corapolis, Pennsylvania, Verenigde Staten)
- Wildwood Park (White Bear Lake, Minnesota, Verenigde Staten)
- Willough Beach Park (Willough, Ohio, Verenigde Staten)
- Willow Mill Park (Mechanicsburg, Pennsylvania, Verenigde Staten)
- Willow Park (Butztown, Pennsylvania, Verenigde Staten)
- Windy Hill Waterboggan Park (North Myrtle Beach, South Carolina, Verenigde Staten)
- Winnipeg Beach (Minnipeg, Manitoba, Verenigde Staten)
- Wolff's Park (Detroit, Michigan, Verenigde Staten)
- Woncheon Greenland (Suwon, Kyonggi-do, Zuid-Korea)
- Wonderland (Cleethorpes, Lincolnshire, Verenigd Koninkrijk)
- Wonderland Amusement Park (Minneapolis, Minnesota, Verenigde Staten)
- Wonderland Asamushi (Aomori, Aomori, Japan)
- Wonderland City (Sydney, New South Wales, Australië)
- Wonderland Park (Wichita, Kansas, Verenigde Staten)
- Wonderland Sydney (Eastern Creek, New South Wales, Australië)
- Wonderpark (Cincinnati, Ohio, Verenigde Staten)
- Woodcliff Pleasure Park (Poughkeepsie, New York, Verenigde Staten)
- Woodland Beach (Ashtabula, Ohio, Verenigde Staten)
- Woodland Park (Lawrence, Kansas, Verenigde Staten)
- Woodside Park (Philadelphia, Pennsylvania, Verenigde Staten)

## X
- Xian North Children Park (Xi'an, Shaanxi, China)
- Xingfu Amusement Park (Bitan, Taipei, Taiwan)

## Y
- Yastu Yuenchi (Narashino, Chiba, Japan)
- Yokohama Dreamland (Totsuka, Yokohama, Japan)
- Young's Million Dollar Pier (Atlantic City, New Jersey, Verenigde Staten)
- Yumble Roermond (Roermond, Limburg, Nederland)

## Z
- Zygo Park (Nice, Provence-Alpes-Côte d'Azur, Frankrijk)